# فرودگاه آکسفورد هاوس
 فرودگاه آکسفورد هاوس (به انگلیسی: Oxford House Airport) یک فرودگاه همگانی باربری با کد یاتا YOH است که یک باند فرود صخره‌ای دارد و طول باند آن ۱۱۶۸ متر است. این فرودگاه در کشور کانادا قرار دارد و در ارتفاع ۲۰۲ متری از سطح دریا واقع شده است.

## شرکت‌های هواپیمایی و مقصدهای پروازی
| شرکت‌های هواپیمایی  | مقصدهای پروازی                                           |
| ------------------ | -------------------------------------------------------- |
| Perimeter Aviation | گادز لیک ناروز، تامپسون, وینیپگ جیمز آرمسترانگ ریچاردسون |